# Nothosauridae
Famille
Genres de rang inférieur
- Anomosaurus
- Ceresiosaurus
- Chinchenia
- Kwangsisaurus
- Metanothosaurus
- Nothosaurus
- Paranothosaurus
- Proneusticosaurus
- Sanchiaosaurus

Nothosauridae (les nothosauridés) sont une famille fossile de reptiles marins ayant vécu au Trias, soit il y a environ entre 251,904 à 201,4 millions d'années.

## Histoire
La famille des nothosauridés, à l'image des autres familles de reptiles marins du Mésozoïque, ont pour ancêtres des reptiles terrestres qui au cours du temps et de l'évolution se sont adaptés à la mer.
La plupart des genres de nothosauridés vivaient dans des eaux peu profondes le long des côtes. D'autres étaient capables de gagner la haute mer.

## Liste de genres
- Nothosaurus
- Ceresiosaurus syn. : Lariosaurus
- Chinchenia
- Kwangsisaurus
- Metanothosaurus
- Paranothosaurus
- Proneusticosaurus
- Sanchiaosaurus